# Kogelberg

Góry Kogelberg przy drodze R44 w RPA

Kogelberg – pasmo górskie w Republice Południowej Afryki, rozłożone wzdłuż wybrzeży False Bay w Prowincji Przylądkowej Zachodniej. Wchodzi w skład łańcucha Cape Fold Belt. 
Zbocza, stromo opadające do oceanu, porośnięte są roślinnością typu fynbos. Zimy są tu chłodne i wilgotne, natomiast lata suche, ciepłe i wietrzne. 
W 1998 roku obszar Kogelberg został wpisany na listę rezerwatów biosfery UNESCO.